# Kishi Bashi
Kishi Bashi (нар. 4 листопада 1975, Сіетл, Вашингтон), відомий як Каору Ішібаші (англ. Kaoru Ishibashi) — американський співак, мультиінструменталіст та автор пісень, який зараз проживає в Атенс, штаті Джорджія, США. Один із засновників гурту Jupiter One й протягом декількох років був учасником гурту Of Montreal. Каору Ішібаші розпочав свою кар'єру сольним виконавцем у 2011 році, випустивши свій дебютний альбом «151a» на лейблі Joyful Noise Recordings у 2012 році та одразу ж здобув популярність і визнання критиків.